# Islami Jatiya Oikya Front
Die Islami Jatiya Oikya Front (IJOF, bengalisch ইসলামী জাতীয় ঐক্য ফ্রন্ট, „Islamische Front der nationalen Einheit“) war ein kurzlebiges Parteienbündnis in Bangladesch, das sich vor der Parlamentswahl 2001 formierte. Politisch in der Allianz dominierende Partei war die Jatiya Party.

## Geschichte
Die Parteienfront wurde auf Initiative des Parteiführers der Jatiya Party, Hossain Mohammad Ershad und Syed Fazlul Karim, des Parteigründers der Islami Shashontantra Andolan (ISA, später Islami Andolan Bangladesh) kurz vor der im Oktober 2001 anstehenden Parlamentswahl gegründet. Neben den beiden genannten schlossen sich noch drei Kleinparteien der Allianz an. Dies waren die Jatiya Ganatantrik Party (JAGPA), Pakistan National Party (PNP) und Islamic Constitution Movement (ICM).
Bei der Allianz handelte es sich um ein reines Zweckbündnis, mit dem Ziel Wahlkreise zu gewinnen. Inhaltlich hatte die islamistische ISA mit der Jatiya Party wenig gemeinsam. Die ISA erklärte, bei einem Wahlgewinn ein islamisches Regime in Bangladesch errichten zu wollen und forderte beispielsweise Ershads Frau auf, bei Wahlveranstaltungen den Schleier zu tragen. Bei der Wahl kandidierte die Allianz in 281 von 300 Wahlkreisen unter dem Symbol des Pflugs, des Parteisymbols der Jatiya Party, und gewann 17 Wahlkreise. Ihr landesweiter Stimmenanteil von 7,25 % war wohl ganz überwiegend als Stimmen für die Jatiya Party zu werten. Alle 17 gewählten Abgeordneten gehörten der Jatiya Party an und machten nach ihrer Wahl keine Anstalten, die Allianz weiter am Leben zu erhalten, weswegen sie kurz nach der Wahl wieder zerfiel.